# Unbreakable (album des Scorpions)
Pour les articles homonymes, voir Unbreakable.
Albums de Scorpions
Acoustica
(2001) Humanity: Hour 1
(2007)
Singles
1. Love 'em or Leave 'em (promo)
Sortie : 2004

Unbreakable est le quinzième album studio du groupe allemand de hard rock Scorpions.Il est sorti le 4 mai 2004 sur le label Ariola Records / BMG et a été produit par le groupe et Erwin Musper. Il signe un retour à un son hard rock plus classique après plusieurs albums expérimentaux, ce qui a été apprécié des fans et des critiques.

## Historique
Le groupe a écrit 21 chansons pour cet album. Parmi les huit titres non retenus figurent Slave Me, No Limit, Turn You On et The Best Is Yet To Come, qui échoiront sur l'album Sting in the Tail, qui sortira six ans plus tard, en 2010. The Best Is Yet To Come sera pressenti une seconde fois pour figurer sur l'album-concept Humanity: Hour 1.
Cet album fut enregistré dans les Peppermint Park Studio's de Hanovre à l'exception du titre Remember the Good Times qui fut enregistré dans les studios Scorpio Sound, également à Hanovre. Il est le premier album du groupe avec le bassiste Paweł Mąciwoda.
Il atteignit la 4e place des charts allemands. En France, il se classa à la 42e place des meilleures ventes de disques.

## Liste des tistes
| No  | Titre                                      | Paroles              | Musique                     | Durée |
| --- | ------------------------------------------ | -------------------- | --------------------------- | ----- |
| 1.  | New Generation                             | Klaus Meine          | Rudolf Schenker             | 5:51  |
| 2.  | Love 'em or Leave 'em                      | Meine, James Kottak  | R. Schenker                 | 4:03  |
| 3.  | Deep and Dark                              | Meine, Matthias Jabs | Jabs                        | 3:37  |
| 4.  | Borderline                                 | Meine                | R. Schenker                 | 4:53  |
| 5.  | Blood Too Hot                              | Meine                | R. Schenker                 | 4:16  |
| 6.  | Maybe I Maybe You                          | Meine                | Anoushiravan Rohani         | 3:30  |
| 7.  | Someday Is Now                             | Kottak               | R. Schenker                 | 3:24  |
| 8.  | My City My Town                            | Meine                | Meine                       | 4:55  |
| 9.  | Through My Eyes                            | Meine                | R. Schenker                 | 5:23  |
| 10. | Can You Feel It                            | Meine, Kottak        | Kottak                      | 3:47  |
| 11. | This Time                                  | Jabs                 | Jabs                        | 3:34  |
| 12. | She Said                                   | Meine                | Meine, Christian Kolonovits | 4:32  |
| 13. | Remember the Good Times (Retro Garage Mix) | Meine, Eric Bazilian | R. Schenker, Bazilian       | 4:24  |

### Titres bonus de la version japonaise
| No  | Titre    | Paroles         | Musique                      | Durée |
| --- | -------- | --------------- | ---------------------------- | ----- |
| 13. | Dreamers | Meine, Bazilian | Meine, R. Schenker, Bazilian | 4:47  |
| 14. | Too Far  | Meine, Jabs     | Jabs                         | 3:08  |

## Musiciens
Scorpions
- Klaus Meine: chant, chœurs
- Rudolf Schenker: guitares rythmique, solo et acoustique, chœurs
- Matthias Jabs: guitare solo, rythmique, acoustique et slide, talkbox
- James Kottak - batterie, chœurs
- Pawel Maciwoda- basse

Musiciens additionnels
- Koen Van Baal: claviers
- Barry Sparks: basse sur Borderline et Love'em or Leave'em
- Ingo Powitzer: basse sur Remember the Good Times
- Ralph De Jongh, Joss Mennen et Alex jansen: chœurs sur New Generation et Borderline
- Jody's Kid Choir: chœurs sur New Generation

## Charts
| Pays         | Durée du classement | Meilleur classement | Date        |
| ------------ | ------------------- | ------------------- | ----------- |
| Allemagne    | 9 semaines          | 4e                  | 17 mai 2004 |
| Autriche     | 3 semaines          | 30e                 | 16 mai 2004 |
| Belgique (W) | 4 semaines          | 74e                 | 22 mai 2004 |
| Finlande     | 2 semaines          | 15e                 | 10 mai 2004 |
| France       | 6 semaines          | 42e                 | 2 mai 2004  |
| Italie       | 1 semaine           | 62e                 | 13 mai 2004 |
| Portugal     | 4 semaines          | 15e                 | 15 mai 2004 |
| Suède        | 3 semaines          | 14e                 | 14 mai 2004 |
| Suisse       | 5 semaines          | 19e                 | 16 mai 2004 |